# Alessio Besio
Alessio Besio, né le 18 mars 2004 à Saint-Gall en Suisse, est un footballeur suisse, qui évolue au poste d'avant-centre au SC Fribourg.

## Biographie

### En club
Né à Saint-Gall en Suisse, Alessio Besio est formé par le club de sa ville natale, le FC Saint-Gall. Il joue son premier match en professionnel à l'âge de 17 ans, le 21 mai 2021, lors de la dernière journée de la saison 2020-2021 de Super League face au Servette FC. Il est titularisé ce jour-là et se fait remarquer en inscrivant également son premier but en professionnel. Il participe ainsi à la victoire de son équipe par deux buts à un,. Il est le premier joueur né en 2004 à marquer un but dans le championnat suisse. Besio est alors considéré comme l'un des grands espoirs du football suisse. Il est notamment élu footballeur de l'année en Suisse orientale en 2021.
Lors de l'été 2023, Alessio Besio rejoint librement le SC Fribourg. Le transfert est annoncé dès le 30 mai 2023 et il doit dans un premier temps renforcer l'équipe réserve du club.

### En sélection
Depuis 2021, Alessio Besio représente l'équipe de Suisse des moins de 19 ans. Il joue son premier match le 3 septembre contre l'Allemagne. Il est titularisé ce jour-là et son équipe s'incline par un but à zéro.
Besio joue également pour l'équipe de Suisse des moins de 20 ans, faisant sa première apparition lors d'un match amical contre l'Australie le 24 mars 2023 (victoire 1-0 des Suisse).

## Vie privée
Alessio Besio est issu d'une famille de footballeurs, son père Claudio Besio (en) a notamment joué pour le FC Saint-Gall et son grand-père Berto Besio a joué pour le FC Uzwil.